# Die Rettungsflieger/Episodenliste

Logo der Serie

Diese Episodenliste enthält alle Episoden der deutschen Notfall- und Rettungsserie Die Rettungsflieger, sortiert nach der deutschen Erstausstrahlung. Die Fernsehserie, die von 1997 bis 2007 ausgestrahlt wurde, umfasst 11 Staffeln mit 108 Episoden und den Pilotfilm Vier Freunde im Einsatz.

## Übersicht
| Staffel   | Episodenanzahl | Erstausstrahlung im ZDF | Erstausstrahlung im ZDF |
| Staffel   | Episodenanzahl | Staffelpremiere         | Staffelfinale           |
| --------- | -------------- | ----------------------- | ----------------------- |
| Pilotfilm | Pilotfilm      | 15. Februar 1997        | 15. Februar 1997        |
| 01        | 06             | 27. Januar 1998         | 27. Januar 1998         |
| 02        | 08             | 20. Januar 1999         | 10. März 1999           |
| 03        | 06             | 5. April 2000           | 10. Mai 2000            |
| 04        | 09             | 13. September 2000      | 22. November 2000       |
| 05        | 10             | 19. September 2001      | 5. Dezember 2001        |
| 06        | 10             | 3. April 2002           | 5. Juni 2002            |
| 07        | 12             | 12. Februar 2003        | 7. Mai 2003             |
| 08        | 15             | 15. September 2004      | 29. Dezember 2004       |
| 09        | 07             | 16. März 2005           | 20. April 2005          |
| 10        | 12             | 28. September 2005      | 14. Dezember 2005       |
| 11        | 13             | 11. April 2007          | 11. Juli 2007           |

## Pilotfilm
Der Pilotfilm Vier Freunde im Einsatz in Spielfilmlänge (90 Minuten, anstatt der sonst üblichen 45 Minuten einer Episode) wurde am 15. Februar 1997 erstausgestrahlt.
| Nr. (ges.) | Nr. (St.) | Originaltitel                     | Erstausstrahlung D | Regie        |
| ---------- | --------- | --------------------------------- | ------------------ | ------------ |
| 0          | 0         | Vier Freunde im Einsatz (90 min.) | 15. Feb. 1997      | Rolf Liccini |

Für die Wiederholungen des Pilotfilmes im Nachmittagsprogramm von ZDF und im Nachmittags- und Vorabendprogramm von ZDFneo wurde der Pilotfilm in zwei 45-minütige Teile geschnitten, die entweder den Titel Herzalarm Teil 1 und Herzalarm Teil 2 oder Vier Freunde im Einsatz (1) und Vier Freunde im Einsatz (2) tragen.

## Staffel 1
Die erste Staffel der Fernsehserie Die Rettungsflieger umfasst 6 Episoden und feierte ihre Premiere am 27. Januar 1998 auf dem Sender ZDF. Das Finale wurde am 3. März 1998 gesendet.
| Nr. (ges.) | Nr. (St.) | Originaltitel     | Erstausstrahlung D | Regie        |
| ---------- | --------- | ----------------- | ------------------ | ------------ |
| 1          | 1         | Licht im Dunkeln  | 27. Jan. 1998      | Rolf Liccini |
| 2          | 2         | Was lange gärt …  | 3. Feb. 1998       | Rolf Liccini |
| 3          | 3         | Blinde Wut        | 10. Feb. 1998      | Rolf Liccini |
| 4          | 4         | Sturzflug         | 17. Feb. 1998      | Rolf Liccini |
| 5          | 5         | Schwarzer Freitag | 24. Feb. 1998      | Rolf Liccini |
| 6          | 6         | Happy Birthday    | 3. März 1998       | Rolf Liccini |

## Staffel 2
Die zweite Staffel der Fernsehserie Die Rettungsflieger umfasst 8 Episoden und feierte ihre Premiere am 20. Januar 1999 auf dem Sender ZDF. Das Finale wurde am 10. März 1999 gesendet.
| Nr. (ges.) | Nr. (St.) | Originaltitel           | Erstausstrahlung D | Regie              |
| ---------- | --------- | ----------------------- | ------------------ | ------------------ |
| 7          | 1         | In Panik                | 20. Jan. 1999      | Klaus Gietinger    |
| 8          | 2         | Blindflug               | 27. Jan. 1999      | Klaus Gietinger    |
| 9          | 3         | Der Schock              | 3. Feb. 1999       | Wilhelm Engelhardt |
| 10         | 4         | Mit dem Rücken zur Wand | 10. Feb. 1999      | Wilhelm Engelhardt |
| 11         | 5         | Auf Gedeih und Verderb  | 17. Feb. 1999      | Rolf Liccini       |
| 12         | 6         | Ohne Vorwarnung         | 24. Feb. 1999      | Rolf Liccini       |
| 13         | 7         | Die Angst im Nacken     | 3. März 1999       | Rolf Liccini       |
| 14         | 8         | Heiß und kalt           | 10. März 1999      | Rolf Liccini       |

## Staffel 3
Die dritte Staffel der Fernsehserie Die Rettungsflieger umfasst 6 Episoden und feierte ihre Premiere am 5. April 2000 auf dem Sender ZDF. Das Finale wurde am 10. Mai 2000 gesendet.
| Nr. (ges.) | Nr. (St.) | Originaltitel         | Erstausstrahlung D | Regie        |
| ---------- | --------- | --------------------- | ------------------ | ------------ |
| 15         | 1         | Schreckliche Ohnmacht | 5. Apr. 2000       | Rolf Liccini |
| 16         | 2         | Lachende Schutzengel  | 12. Apr. 2000      | Rolf Liccini |
| 17         | 3         | Spiel mit dem Leben   | 19. Apr. 2000      | Hans Werner  |
| 18         | 4         | Außer Kontrolle       | 26. Apr. 2000      | Hans Werner  |
| 19         | 5         | Um Kopf und Kragen    | 3. Mai 2000        | Hans Werner  |
| 20         | 6         | Gefahren der Liebe    | 10. Mai 2000       | Rolf Liccini |

## Staffel 4
Die vierte Staffel der Fernsehserie Die Rettungsflieger umfasst 9 Episoden und feierte ihre Premiere am 13. September 2000 auf dem Sender ZDF. Das Finale wurde am 22. November 2000 gesendet.
| Nr. (ges.) | Nr. (St.) | Originaltitel       | Erstausstrahlung D | Regie           |
| ---------- | --------- | ------------------- | ------------------ | --------------- |
| 21         | 1         | Das Kind im Brunnen | 13. Sep. 2000      | Rolf Liccini    |
| 22         | 2         | Durchgeknallt       | 20. Sep. 2000      | Rolf Liccini    |
| 23         | 3         | Abschied von Thomas | 4. Okt. 2000       | Georg Schiemann |
| 24         | 4         | Der Neue            | 11. Okt. 2000      | Georg Schiemann |
| 25         | 5         | Zu weit gegangen    | 18. Okt. 2000      | Georg Schiemann |
| 26         | 6         | Nachwuchs im Team   | 25. Okt. 2000      | Georg Schiemann |
| 27         | 7         | Alle für Einen      | 8. Nov. 2000       | Georg Schiemann |
| 28         | 8         | Allein gelassen     | 15. Nov. 2000      | Georg Schiemann |
| 29         | 9         | Jagdsaison          | 22. Nov. 2000      | Georg Schiemann |

## Staffel 5
Die fünfte Staffel der Fernsehserie Die Rettungsflieger umfasst 10 Episoden und feierte ihre Premiere am 19. September 2001 auf dem Sender ZDF. Das Finale wurde am 5. Dezember 2001 gesendet.
| Nr. (ges.) | Nr. (St.) | Originaltitel         | Erstausstrahlung D | Regie           |
| ---------- | --------- | --------------------- | ------------------ | --------------- |
| 30         | 1         | Kinderparadies        | 19. Sep. 2001      | Rolf Liccini    |
| 31         | 2         | Todesfahrt            | 26. Sep. 2001      | Rolf Liccini    |
| 32         | 3         | Das Team in Not       | 10. Okt. 2001      | Rolf Liccini    |
| 33         | 4         | Abschied von Maren    | 17. Okt. 2001      | Rolf Liccini    |
| 34         | 5         | Torstens Entscheidung | 24. Okt. 2001      | Georg Schiemann |
| 35         | 6         | Das Angebot           | 31. Okt. 2001      | Georg Schiemann |
| 36         | 7         | In der Schusslinie    | 7. Nov. 2001       | Georg Schiemann |
| 37         | 8         | Afrikanisches Fieber  | 21. Nov. 2001      | Thomas Jacob    |
| 38         | 9         | Explosiv              | 28. Nov. 2001      | Thomas Jacob    |
| 39         | 10        | Todessturz            | 5. Dez. 2001       | Thomas Jacob    |

## Staffel 6
Die sechste Staffel der Fernsehserie Die Rettungsflieger umfasst 10 Episoden und feierte ihre Premiere am 3. April 2002 auf dem Sender ZDF. Das Finale wurde am 5. Juni 2002 gesendet.
| Nr. (ges.) | Nr. (St.) | Originaltitel            | Erstausstrahlung D | Regie           |
| ---------- | --------- | ------------------------ | ------------------ | --------------- |
| 40         | 1         | Auf Knall und Fall       | 3. Apr. 2002       | Thomas Jacob    |
| 41         | 2         | Wollckes Wagnis          | 10. Apr. 2002      | Thomas Jacob    |
| 42         | 3         | Zwischen Himmel und Erde | 17. Apr. 2002      | Thomas Jacob    |
| 43         | 4         | Zum Dessert              | 24. Apr. 2002      | Thomas Jacob    |
| 44         | 5         | Hitzefrei                | 1. Mai 2002        | Rolf Liccini    |
| 45         | 6         | Das Trauma               | 8. Mai 2002        | Rolf Liccini    |
| 46         | 7         | Missverständnisse        | 15. Mai 2002       | Rolf Liccini    |
| 47         | 8         | Gefährliche Hochzeit     | 22. Mai 2002       | Rolf Liccini    |
| 48         | 9         | Voller Überraschungen    | 29. Mai 2002       | Christian Stier |
| 49         | 10        | Der Geburtstag           | 5. Juni 2002       | Christian Stier |

## Staffel 7
Die siebte Staffel der Fernsehserie Die Rettungsflieger umfasst 12 Episoden und feierte ihre Premiere am 12. Februar 2003 auf dem Sender ZDF. Das Finale wurde am 7. Mai 2003 gesendet.
| Nr. (ges.) | Nr. (St.) | Originaltitel            | Erstausstrahlung D | Regie         |
| ---------- | --------- | ------------------------ | ------------------ | ------------- |
| 50         | 1         | Die Zeitbombe            | 12. Feb. 2003      | Thomas Jacob  |
| 51         | 2         | Willkommen an Bord!      | 19. Feb. 2003      | Thomas Jacob  |
| 52         | 3         | Voller Hoffnung          | 26. Feb. 2003      | Thomas Jacob  |
| 53         | 4         | Schmerzhafte Erfahrungen | 5. März 2003       | Thomas Jacob  |
| 54         | 5         | Gerüchteküche            | 12. März 2003      | Guido Pieters |
| 55         | 6         | Lauter Katastrophen      | 19. März 2003      | Guido Pieters |
| 56         | 7         | Die Entscheidung         | 26. März 2003      | Guido Pieters |
| 57         | 8         | Pilotenhochzeit          | 2. Apr. 2003       | Guido Pieters |
| 58         | 9         | Neustart                 | 16. Apr. 2003      | Guido Pieters |
| 59         | 10        | Rivalen im Cockpit       | 23. Apr. 2003      | Bodo Schwarz  |
| 60         | 11        | Der verflixte Tag        | 30. Apr. 2003      | Bodo Schwarz  |
| 61         | 12        | Trennung tut weh         | 7. Mai 2003        | Bodo Schwarz  |

## Staffel 8
Die achte Staffel der Fernsehserie Die Rettungsflieger umfasst 15 Episoden und feierte ihre Premiere am 15. September 2004 auf dem Sender ZDF. Das Finale wurde am 29. Dezember 2004 gesendet.
| Nr. (ges.) | Nr. (St.) | Originaltitel                    | Erstausstrahlung D | Regie           |
| ---------- | --------- | -------------------------------- | ------------------ | --------------- |
| 62         | 1         | Liebeskummer                     | 15. Sep. 2004      | Michael Knof    |
| 63         | 2         | Königskinder                     | 22. Sep. 2004      | Michael Knof    |
| 64         | 3         | Frischer Wind im Rettungszentrum | 29. Sep. 2004      | Guido Pieters   |
| 65         | 4         | Der Liebesbeweis                 | 6. Okt. 2004       | Guido Pieters   |
| 66         | 5         | Fünftes Rad am Wagen             | 13. Okt. 2004      | Guido Pieters   |
| 67         | 6         | Der Held des Tages               | 20. Okt. 2004      | Guido Pieters   |
| 68         | 7         | In der Falle                     | 27. Okt. 2004      | Guido Pieters   |
| 69         | 8         | Der kleine Held                  | 10. Nov. 2004      | Klaus Wirbitzky |
| 70         | 9         | Falscher Verdacht                | 17. Nov. 2004      | Klaus Wirbitzky |
| 71         | 10        | Todesangst                       | 24. Nov. 2004      | Klaus Wirbitzky |
| 72         | 11        | Der Ersatzmann                   | 1. Dez. 2004       | Klaus Wirbitzky |
| 73         | 12        | Väter und Söhne                  | 8. Dez. 2004       | Klaus Wirbitzky |
| 74         | 13        | Der geheimnisvolle Patient       | 15. Dez. 2004      | Michael Knof    |
| 75         | 14        | Leben ohne Lügen                 | 22. Dez. 2004      | Michael Knof    |
| 76         | 15        | Rabenväter                       | 29. Dez. 2004      | Thomas Nikel    |

## Staffel 9
Die neunte Staffel der Fernsehserie Die Rettungsflieger umfasst 7 Episoden und feierte ihre Premiere am 16. März 2005 auf dem Sender ZDF. Das Finale wurde am 20. April 2005 gesendet.
| Nr. (ges.) | Nr. (St.) | Originaltitel         | Erstausstrahlung D | Regie           |
| ---------- | --------- | --------------------- | ------------------ | --------------- |
| 77         | 1         | Zerbrechlich          | 16. März 2005      | Thomas Nikel    |
| 78         | 2         | Alte Kameraden        | 16. März 2005      | Thomas Nikel    |
| 79         | 3         | Für die Liebe         | 23. März 2005      | Thomas Nikel    |
| 80         | 4         | Fahrerflucht          | 30. März 2005      | Walter Feistle  |
| 81         | 5         | Lügen und Geheimnisse | 6. Apr. 2005       | Walter Feistle  |
| 82         | 6         | Grüße nach Singapur   | 13. Apr. 2005      | Gero Weinreuter |
| 83         | 7         | Sternzeichen          | 20. Apr. 2005      | Gero Weinreuter |

## Staffel 10
Die zehnte Staffel der Fernsehserie Die Rettungsflieger umfasst 12 Episoden und feierte ihre Premiere am 28. September 2005 auf dem Sender ZDF. Das Finale wurde am 14. Dezember 2005 gesendet.
| Nr. (ges.) | Nr. (St.) | Originaltitel         | Erstausstrahlung D | Regie             |
| ---------- | --------- | --------------------- | ------------------ | ----------------- |
| 84         | 1         | Tödlicher Leichtsinn  | 28. Sep. 2005      | Gero Weinreuter   |
| 85         | 2         | Giftstachel           | 5. Okt. 2005       | Bodo Schwarz      |
| 86         | 3         | Ins Leben zurück      | 12. Okt. 2005      | Bodo Schwarz      |
| 87         | 4         | Abschied vom Glück    | 19. Okt. 2005      | Gero Weinreuter   |
| 88         | 5         | Herzflattern          | 2. Nov. 2005       | Bodo Schwarz      |
| 89         | 6         | Überraschende Wendung | 9. Nov. 2005       | Thomas Nikel      |
| 90         | 7         | Hoch hinaus           | 16. Nov. 2005      | Thomas Nikel      |
| 91         | 8         | Dickköpfe             | 23. Nov. 2005      | Thomas Nikel      |
| 92         | 9         | Kurzschluss           | 23. Nov. 2005      | Gero Weinreuter   |
| 93         | 10        | Sehnsüchte            | 30. Nov. 2005      | Wolfgang Dickmann |
| 94         | 11        | Trennung              | 7. Dez. 2005       | Wolfgang Dickmann |
| 95         | 12        | Irrtümer              | 14. Dez. 2005      | Wolfgang Dickmann |

## Staffel 11
Die elfte und letzte Staffel der Fernsehserie Die Rettungsflieger umfasst 13 Episoden und feierte ihre Premiere am 11. April 2007 auf dem Sender ZDF. Das Staffel- und Serien-Finale wurde am 11. Juli 2007 gesendet.
| Nr. (ges.) | Nr. (St.) | Originaltitel          | Erstausstrahlung D | Regie             |
| ---------- | --------- | ---------------------- | ------------------ | ----------------- |
| 96         | 1         | Ein großer Tag         | 11. Apr. 2007      | Thomas Nikel      |
| 97         | 2         | Muttersorgen           | 18. Apr. 2007      | Thomas Nikel      |
| 98         | 3         | Mitten im Leben        | 25. Apr. 2007      | Thomas Nikel      |
| 99         | 4         | Entscheidungen         | 2. Mai 2007        | Thomas Nikel      |
| 100        | 5         | Vertrauensfragen       | 9. Mai 2007        | Wolfgang Dickmann |
| 101        | 6         | Für immer und ewig     | 16. Mai 2007       | Wolfgang Dickmann |
| 102        | 7         | Echte Freundschaft     | 23. Mai 2007       | Wolfgang Dickmann |
| 103        | 8         | Klare Worte            | 30. Mai 2007       | Wolfgang Dickmann |
| 104        | 9         | Das Streben nach Glück | 13. Juni 2007      | Donald Kraemer    |
| 105        | 10        | Kabale und Liebe       | 20. Juni 2007      | Donald Kraemer    |
| 106        | 11        | Neuanfänge             | 27. Juni 2007      | Donald Kraemer    |
| 107        | 12        | Lust auf Leben         | 4. Juli 2007       | Donald Kraemer    |
| 108        | 13        | Schöne Aussichten      | 11. Juli 2007      | Donald Kraemer    |